# Osiedle Powstań Narodowych (Poznań)
Osiedle Powstań Narodowych – osiedle mieszkaniowe położone w jednostce obszarowej Systemu Informacji Miejskiej (SIM) Osiedle Powstań Narodowych, będącej częścią większej jednostki obszarowej SIM Rataje, na terenie jednostki pomocniczej miasta Osiedle Rataje w Poznaniu.

## Historia
Osiedle Powstań Narodowych od pierwszej połowy lat siedemdziesiątych do roku 1990 należało do dzielnicy Nowe Miasto.

## Ulice
Granice osiedla wyznaczają ulice:
- Piłsudskiego
- Chyżańska

Przez osiedle przebiega ulica Mieszkowska.

## Architektura
Zabudowę osiedla stanowi osiem budynków wielorodzinnych czteropiętrowych, jeden dziesięciopiętrowy (gwarowo nazywany deską) i jeden wysokościowiec szesnastopiętrowy (osiemnastokondygnacyjny) tzw. "szesnastka" i jeden budynek użyteczności publicznej. Pierwsze budynki mieszkalne oddano do użytku w pierwszej połowie lat siedemdziesiątych. Osiedle graniczy z osiedlami: Oświecenia, Jagiellońskim, Rzeczypospolitej i Polan. Na terenie osiedla przy ulicy Chyżańskiej znajdowała się fabryka tzw. "wielkiej płyty", służącej do  budowy bloków mieszkalnych na Ratajach, zlikwidowana ostatecznie w drugiej połowie lat dziewięćdziesiątych.

## Handel i usługi

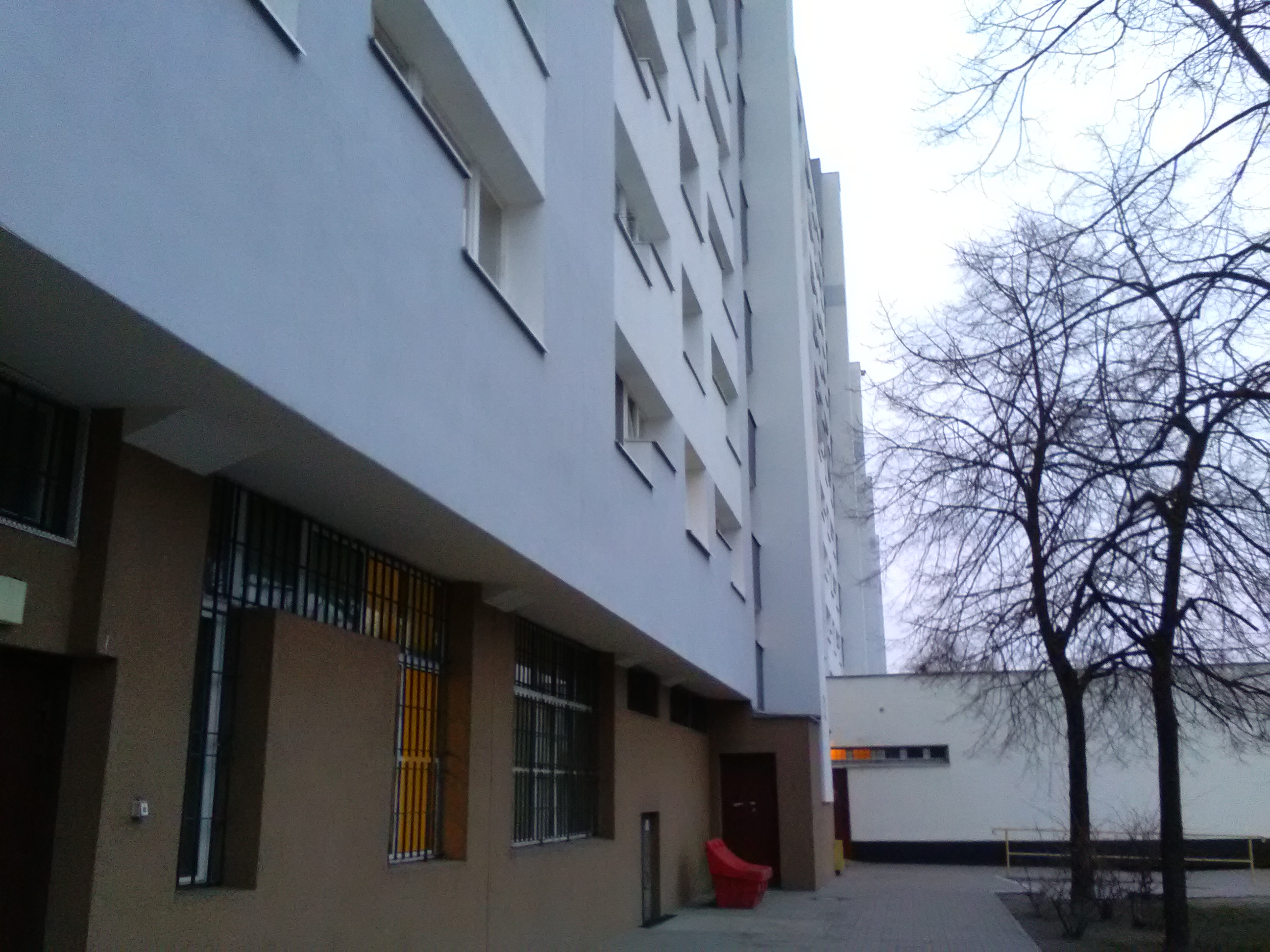
Blok nr 31-37 z parterową przybudówką, w której mieszczą się siłownia "COOL-TURYSTA i sklep spożywczy "Chata Polska"

- sklepy spożywcze: Chata Polska, nr 33[3], Żabka, nr 37[4],
- sklep spożywczo- przemysłowy Delikatesy U Braci, nr 43a[5],
- sklep zoologiczny, nr 43a[6],
- apteka Złota Jesień, nr 35[7],
- siłownia COOL-TURYSTA, nr 33[8],

## Kultura
- Klub seniora "Złota Jesień", nr 31[9]

## Rozrywka
- strzelnica pneumatyczna, nr 38[10]

## Inne
- Siedziba Kierownictwa Osiedli Jagiellońskiego, Oświecenia i Powstań Narodowych mieści się na ulicy Chyżańskiej 3[11]
- Siedziba Rady Osiedla Rataje znajduje się na tym osiedlu pod nr 46[12]

## Komunikacja
Osiedle Powstań Narodowych posiada połączenie komunikacyjne MPK autobusowe linii dziennych: 152, 162, 166, 181, 196 i nocnych: 212, 222 (przystanek Osiedle Oświecenia na ulicy Piłsudskiego).

## Sztuka
Ściana szczytowa bloku mieszkalnego nr 31-37, "deski", ozdabia mural ukazujący oblicza mieszkańców osiedla, reprezentantów rozmaitych pokoleń: Szymona i Pauliny, Zosi, pana Zbyszka i Piotra. 
Obraz złożony jest z siedemnastu tysięcy kwadratów, a powstawał przez trzy miesiące. To trzecie malowidło z serii "Łączy pokolenia" tworzonego przez Spółdzielnię Mieszkaniową „Osiedle Młodych”.